# Джулиет Мичъл
Джулиет Мичъл (на английски: Juliet Mitchell) е британска психоаналитичка и социална феминистка, професор по психоанализа и изследвания на пола в колеж Джийзъс на Кеймбриджкия университет.
Мичъл е известна с книгата си „Психоанализа и феминизъм. Фройд, Райх, Лейнг и жените“ (1974). В нея се опитва да помири психоанализата и феминизма по време, когато се е смятало, че са несъвместими. Липсата на „семеен романс“ би могла да премахне Едиповия комплекс от детското развитие и по такъв начин да освободи жените от последствията на завистта за пениса и чувството да си кастриран, за което Мичъл твърди, че е коренът, предизвикващ приемането на жените, че са по-долни.